# Prazikvantel
Prazikvantel (anglicky praziquantel) je anthelmintikum ze skupiny chinolinových derivátů působící proti tasemnicím a motolicím. Vyrábí se jako léčivo pro humánní i veterinární použití. Je znám především jako lék volby proti schistosomóze.

## Indikace
V humánní medicíně se praziquantel vyrábí jako samostatný lék a je určen k terapii schistosomózy, dále tasemnic a střevních motolic. Pro lidské použití není praziquantel v ČR registrován. Ve veterinární oblasti se často vyrábí v kombinaci s jiným anthelmintikem jako jsou například benzimidazoly, ivermektin či tetrahydropyrimidiny pro docílení kompletního odčervení proti všem vnitřním červům. Řada přípravků obsahující praziquantel je dostupná na českém trhu pro psy, kočky a koně.

### V humánní medicíně
- schistosomóza (Schistosoma spp.)[3]
- echinokokóza (Echinococcus multilocularis, E. granulosus)[5]
- taeniózy[3] (Taenia saginata, Taenia solium)
- fasciolopsióza (Fasciolopsis buski)[3]
- Clonorchis sinensis[3]
- Opisthorchis viverrini[3]
- Paragonimus westermani[3]
- Diphyllobothrium latum[6]
- Hymenolepis nana a Hymenolepis diminuta[7]

### Ve veterinární medicíně
- u psů a koček: Taenia spp., Dipylidium caninum, E. multilocularis, E. granulosus, Mesocestoides spp.
- u koní: Anoplocephala perfoliata, A. magna, Paranoplocephala mamillana
- u ryb: parazitární choroby ryb vyvolané tasemnicemi, motolicemi a zástupci jednorodých (např. Gyrodactylus spp.)

## Komerční preparáty obsahující praziquantel
- Humánní: Biltricide (Bayer), Cesol (Merck), Cysticide (Merck), Distoside (Chandra Bhagat Pharma Pvt Ltd)
- Veterinární: Droncit (Bayer), Drontal (Bayer), Caniverm (Bioveta), Fish Tapes (Thomas Labs), Cestal (Ceva animal health), Equimax (Virbac)